# Punto caldo della Riunione

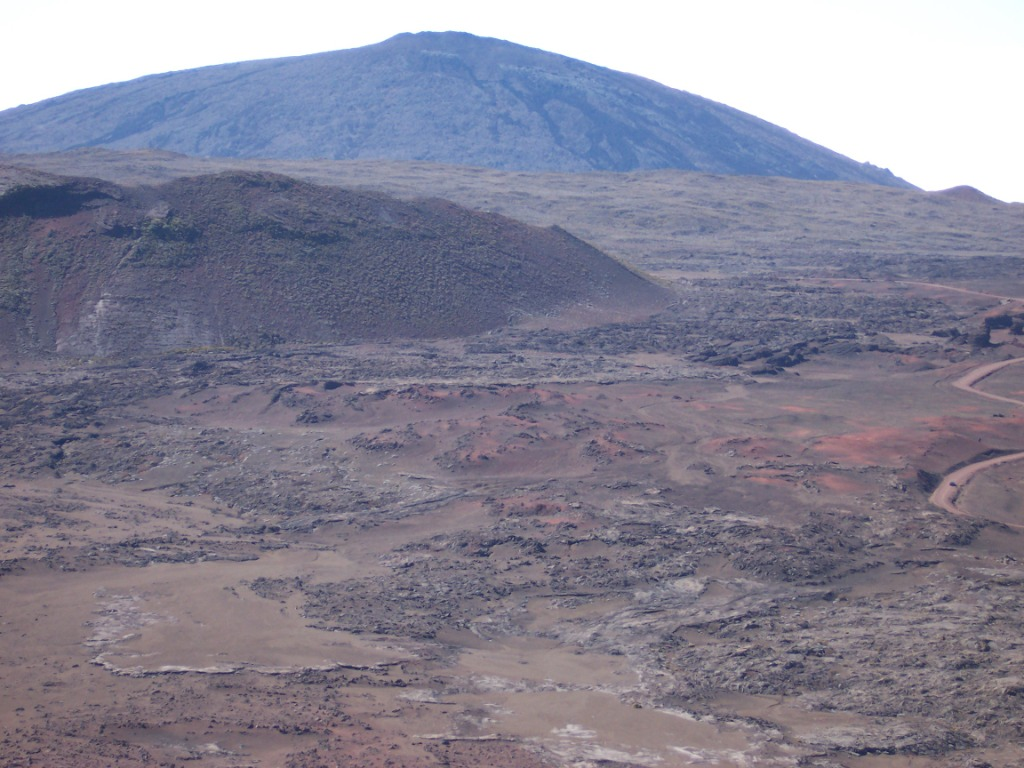
Il Piton de la Fournaise, un vulcano a scudo attivo formato dal punto caldo di Riunione.

Il punto caldo della Riunione è un punto caldo vulcanico che attualmente giace al di sotto dell'isola della Riunione (La Réunion in francese), un dipartimento d'oltremare francese nell'arcipelago delle isole Mascarene, nell'Oceano Indiano occidentale. La dorsale Chagos-Laccadive e la parte meridionale del pianoro delle Mascarene sono tracce evidenti dell'attività vulcanica di questo punto caldo.
Si pensa che il punto caldo di Riunione sia stato attivo per oltre 66 milioni di anni e si ritiene che una sua enorme eruzione, 66 milioni di anni fa, abbia originato i trappi del Deccan, una serie di vaste colate di lava basaltica solidificata che copre parte dell'India centrale arrivando a uno spessore di 2.000 m e a un'estensione totale di 500.000 km², generando anche lo sciame di faglie che ha portato alla divisione dell'India dall'arcipelago delle Seychelles e quindi dal pianoro della Mascarene. Tale eruzione all'origine della formazione dei trappi del Deccan è avvenuta grosso modo in coincidenza con l'estinzione dei dinosauri e ciò ha quindi portato ad alcune ipotesi circa la correlazione dei due avvenimenti.
Man mano che la placca indiana si è spostata verso nord-ovest il punto caldo ha continuato la sua attività portando alla formazione di una serie di isole vulcaniche e plateau oceanici. Resti di questa attività, formati tra i 60 e i 45 milioni di anni fa, sono gli arcipelaghi delle isole Laccadive, Maldive e Chagos che sono via via emersi dal fondo marino. Circa 45 milioni di anni fa, quella che era ancora una zona di rift e che sarebbe diventata poi la dorsale medio-indiana e quindi un vero e proprio margine divergente, oltrepassò, nel movimento delle placche verso nord-ovest, il punto caldo di Riunione a una latitudine di circa 18-20°S, facendolo così passare al di sotto della placca africana da quella che allora era la placca indo-australiana.
Sembra che il punto caldo abbia fortemente rallentato la sua attività in un periodo che va da 45 a 10 milioni di anni fa per poi riattivarsi del tutto e portare alla formazione delle isole Mauritius, Riunione (o Réunion) e Rodrigues. In particolare, l'isola di Mauritius e la dorsale di Rodrigues si sono formate tra i 10 e gli 8 milioni di anni fa mentre le isole di Rodrigues e di Riunione sono state create negli ultimi due milioni di anni.
Il Piton de la Fournaise, un vulcano a scudo nella regione sudorientale di Riunione, di cui costituisce circa il 40% della superficie, è uno dei vulcani più attivi del mondo, le sue ultime eruzioni risalgono a giugno 2014, ad agosto 2015 e a maggio-giugno 2016.